# 파트리스 셰로
파트리스 셰로(Patrice Chéreau, 1944년 11월 2일 ~ 2013년 10월 7일)는 프랑스의 연출가 · 영화 감독 · 극작가 · 배우이다.

## 감독
- 여왕 마고 (영화)
- 정사 (2001년 영화)

## 프로듀서
- 정사 (2001년 영화)
- 코지 판 투테

## 배우
- 당통 (영화)
- 라스트 모히칸 (1992년 영화)